# Thierno Niang
Thierno Ibrahima Niang (nacido el 8 de marzo de 1990 en Dakar) es un jugador de baloncesto senegalés que pertenece a la plantilla del ASC Ville de Dakar de la BAL. Con 1,85 metros de altura juega en la posición de Base. Es internacional absoluto con Senegal.

## Escuela secundaria
Tras formarse en la SEED Academy en Thiès, Senegal, se trasladó a Estados Unidos para asistir al Bridgton College Academy, situado en North Bridgton, Maine. En 2008 disputó el Nike Global Challenge, jugando 3 partidos con un promedio de 6,7 puntos, 3,7 rebotes, 1,7 asistencias y 1,3 robos en 28,2 min de media.

## Universidad
Tras graduarse con Bridgton Academy en 2010, se unió a Triton College, situado en River Grove, Illinois, perteneciente a la División II de la JUCO y donde estuvo hasta 2012 (es un community college de dos años).
Tras cumplir sus dos años en Triton College, se comprometió con la Universidad de Wisconsin-Milwaukee, situada en Milwaukee, Wisconsin, perteneciente a la División I de la NCAA y donde estuvo los siguientes dos años (2012-2014).

### Triton College
En su primer año, su temporada como freshman (2010-2011), jugó 28 partidos con los Trojans de Triton College, promediando 6 puntos, 3,7 rebotes, 3,6 asistencias y 1,9 robos de balón.
En su año sophomore (2011-2012), jugó 26 partidos con los Trojans de Triton College, promediando 7,6 puntos (42,8 % en triples), 3,3 rebotes, 4,6 asistencias y 1,3 robos. Los Trojans acabaron con un récord de 27-5.
Disputó un total de 54 partidos en las dos temporadas que jugó para los Trojans, promediando 6,8 puntos, 3,5 rebotes, 4,1 asistencias y 1,6 robos de balón.
No fue calificado por Rivals.com ni por otra web de reclutamiento de los deportes principales de Estados Unidos. Niang disputó sus dos últimos años de elegibilidad en los Milwaukee Panthers junto con Donald Thomas y Jordan Aaron. 

### Milwaukee
En su año junior (2012-2013), ya en las filas de los Panthers de la Universidad de Wisconsin-Milwaukee, jugó tan sólo 14 partidos debido a una lesión de espalda. Partía como el escolta suplente del equipo y fue titular en 6 ocasiones. En esta temporada tuvo sus topes personales como Panther, anotando 11 puntos (más 2 rebotes y 2 asistencias) en la victoria en el partido inaugural de la temporada contra los Mary Marauders, cogiendo 12 rebotes (más 8 puntos) en la victoria contra los Davidson Wildcats y repartiendo 6 asistencias contra los Rider Broncs. Acabó la temporada con un promedio de 3,5 puntos, 2,5 rebotes y 1 asistencia en 18 min.
En su último año, su año senior (2013-2014), jugó 20 partidos (siendo titular en 4 partidos; fue titular en los 2 primeros partidos de la temporada) con un promedio de 2,4 puntos y 1,8 rebotes en 12,2 min. Tuvo sus mejores actuaciones esta temporada contra los Loyola Ramblers, su único partido de dobles dígitos en anotación de la temporada (10 puntos, 4 rebotes, 2 asistencias y 1 robo) y contra los Wright State Raiders (9 puntos, 4 rebotes y 3 asistencias).
Disputó un total de 34 partidos entre las dos temporadas con los Milwaukee Panthers, promediando 2,9 puntos, 2,1 rebotes y 1 asistencia en 15 min de media.

## Trayectoria profesional
Tras no ser elegido en el Draft de la NBA de 2014, en diciembre de 2014 fichó por el Al Geish Army egipcio hasta final de temporada.
Tras no encontrar equipo para la temporada 2015-2016, en febrero de 2016 firmó por el SIBAC Dakar de su Senegal natal. 
Durante el verano de 2016 integra la selección de Senegal que disputa el campeonato de clasificación para los Juegos Olímpicos de 2016, disputado en Manila. Porfirio Fisac dirige a la selección africana y recluta al jugador durante el verano para integrar la plantilla de San Sebastián Gipuzkoa Basket de cara a la temporada 2016/2017 en LEB Oro
. Tras un rendimiento irregular, equipo y jugador acuerdan su desvinculación, pasando a integrar la plantilla de C.B. Agustinos Eras en la competición LEB Plata.
En enero de 2023 firmó con el ASC Jeanne d'Arc.

## Selección Senegalesa
Disputó en 2008 con las categorías inferiores de la selección senegalesa, la fase de clasificación para el AfroBasket Sub-18 y el AfroBasket Sub-18 de 2008, celebrado en Alejandría, Egipto. 
En la fase de clasificación jugó 2 partidos, promediando 1,5 puntos, 2,5 rebotes y 1 asistencia. En el AfroBasket Sub-18 donde Senegal quedó en 7.ª posición, jugó 8 partidos con un promedio de 11 puntos (62,5 % en tiros de), 2,8 rebotes, 2,2 asistencias y 3,4 robos en 23,5 min. Fue el máximo asistente de su selección y el 2.º máximo anotador. Tuvo el mejor porcentaje de tiros de dos del campeonato y fue el 10.º máximo asistente y el 3.º en robos.
Es internacional absoluto con la selección de baloncesto de Senegal desde 2009, cuando disputó 2 partidos de la fase de clasificación para AfroBasket 2009 contra la selección de baloncesto de Malí. Jugó 2 min entre los dos partidos, no anotando ningún punto y cogiendo un rebote.
Fue convocado en 2010 para disputar la fase de clasificación para el AfroBasket 2011, donde Senegal consiguió clasificarse.
Disputó el AfroBasket 2011, celebrado en Antananarivo, Madagascar, donde Senegal quedó en 5.ª posición. Jugó 5 partidos con un promedio de 3,8 puntos, 2,6 rebotes, 1,8 asistencias y 1 robo en 13,1 min.
No disputó el AfroBasket 2013 en el que Senegal consiguió la medalla de bronce, pero fue convocado para la disputa de la Copa Mundial de Baloncesto de 2014 celebrada en España, finalizando Senegal en 16.ª posición. Jugó 5 partidos con un promedio de 1,2 puntos en 8 min.
Disputó el AfroBasket 2015, celebrado en Radès, Túnez, donde Senegal quedó en 4.ª posición tras perder por 82-73 contra la anfitriona selección de baloncesto de Túnez en el partido por el bronce. Jugó 5 partidos con un promedio de 0,8 puntos y 0,4 asistencias en 4,4 min.
Disputó el Torneo Preolímpico disputado en Manila clasificatorio para los Juegos Olímpicos de Río en 2016. Senegal cae en sus dos encuentros con unos promedios de Niang de 27.1 minutos donde firma 5 puntos, 4 rebotes y 3.5 asistencias por partido.